# أشنة بوت الجاوية
أشنة بوت الجاوية (الاسم العلمي:Pottia javanica) هي نوع من نباتات تتبع جنس أشنة بوت من فصيلة أشنات بوت.